# Adam Mokoka
Adam Mokoka (París; 18 de julio de 1998) es un baloncestista francés que actualmente juega en el U-BT Cluj-Napoca de la Liga Națională. Con 1,96 metros de estatura, juega en la posición de escolta.

## Trayectoria deportiva

### Primeros años
Adam procede de la academia de formación del BCM Gravelines-Dunkerque francés, con quienes ganó los campeonatos nacionales sub-21 en 2014 y 2015. En 2016 participó con la selección francesa junior en el prestigioso Torneo Albert Schweitzer, donde promedió 10,3 puntos y 3,7 rebotes por partido.

### Profesional
En la temporada 2015-16 hizo su debut en el primer equipo del BCM Gravelines-Dunkerque, en la Pro A, la máxima categoría del baloncesto francés, pero no fue hasta la temporada siguiente cuando tuvo continuidad, aunque siguió alternando sus apariciones con su participación en el equipo junior. Esa temporada disputó 20 partidos en dieferentes competiciones, promediando 2,1 puntos por partido.
Ya en la temporada 2017-18 se centró en el primer equipo, llegando incluso a salir de titular en 21 partidos. A pesar de ello, sus cifras no pasaron de los 3,2 puntos y 1,7 rebotes por partido, pero que le dieron el galardón de Mejor jugador joven de la Pro A.
El 10 de julio de 2018 firmó contrato con el KK Mega Bemax de la Liga de Serbia, donde completó una temporada en la que promedió 11,1 puntos, 3,8 rebotes y 3,7 asistencias por partido. Al término de la misma se declaró elegible para el Draft de la NBA de 2019, donde finalmente no salió elegido.
El 27 de noviembre de 2021, firma por el Nanterre 92 de la Pro A, la primera categoría del baloncesto francés.
El 12 de octubre de 2022, se anuncia su fichaje por los Oklahoma City Blue de la G-League, con los que acabaría jugando 44 partidos promediando 12,5 puntos y 5,6 rebotes en 30 minutos.
El 31 de marzo de 2023 se anunció que Adam reforzaría a Umana Reyer Venezia de la Lega Basket Serie A el sprint de final de temporada, con los que acabaría jugando 4 partidos.
El 31 de septiembre de 2023 se anuncia su fichaje por el U-BT Cluj-Napoja de la Liga Națională.

## Estadísticas de su carrera en la NBA

### Temporada regular
| Año     | Equipo  | PJ | PT | MPP  | %TC  | %3P  | %TL  | RPP | APP | ROB | TPP | PPP |
| ------- | ------- | -- | -- | ---- | ---- | ---- | ---- | --- | --- | --- | --- | --- |
| 2019-20 | Chicago | 11 | 0  | 10.2 | .429 | .400 | .500 | .9  | .4  | .4  | .0  | 2.9 |
| 2020-21 | Chicago | 14 | 0  | 4.0  | .368 | .100 | .000 | .4  | .4  | .1  | .1  | 1.1 |
| Total   | Total   | 25 | 0  | 6.7  | .404 | .280 | .400 | .6  | .4  | .2  | .0  | 1.9 |